# Синегръбка
Синегръбка (Tarsiger cyanurus) е вид птица от семейство Muscicapidae.

## Разпространение
Видът е разпространен в Бутан, Виетнам, Естония, Индия, Китай, Казахстан, Лаос, Монголия, Мианмар, Непал, Пакистан, Русия, Северна Корея, Тайланд, Финландия, Хонконг, Южна Корея и Япония.